# 东亚江豚
东亚江豚（学名：Neophocaena asiaeorientalis sunameri）也称黄海江豚、东溟露脊鼠海豚，一种分布于日本中南部、朝鲜半岛以及中国渤海、黄海、东海海域的海洋哺乳动物，原与长江江豚（N. a. asiaeorientalis）和印太江豚（Neophocaena sunameri）一起归属于鼠海豚科江豚属下唯一一种，统称为江豚或露脊鼠海豚（Neophocaena phocaenoides），现一般与长江江豚共同属于窄脊江豚下的两个亚种，有时也单独分为两个独立物种。

## 形态特征
印太江豚体长约2米左右，体色浅灰色或乳白色。头部钝圆无喙。无背鳍。体背中央的背脊自体长之半处向后延伸到尾柄背面，高12～55毫米，通常在16毫米以上。体背中央有疣粒1～10列左右。背脊高度和疣粒数目是与长江江豚和印太江豚区别的主要特征。